# Spanske mirakel
Det spanske mirakel betegner det økonomiske opsving som Spanien oplevede i slutningen af 1950'erne og 1960'erne, den internationale turisme voksede voldsomt i landet.